# 大澤徳太郎

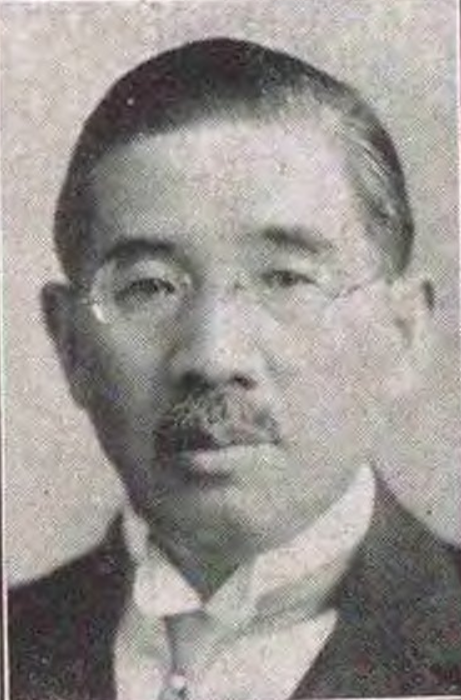
大澤徳太郎

大澤 徳太郎（大沢、おおさわ とくたろう、1876年（明治9年）2月8日 - 1942年（昭和17年）5月20日）は、明治から昭和時代前期の政治家、実業家。貴族院多額納税者議員。

## 経歴
大澤善助の長男として京都に生まれる。1888年（明治21年）11月、家督を継承。1889年（明治22年）3月に同志社教会で新島襄から受洗。1892年（明治25年）同志社を卒業し、1910年（明治43年）家業の機械金属、雑貨輸入業を営む大沢商会を継ぐ。1919年（大正8年）同商店を株式会社化した。ほか、相互運輸社長、日本レース会長、大洋自動車監査役、京都電灯、髙島屋各取締役、同志社大学理事、百貨店委員会委員などを務めた。1925年（大正14年）に京都YMCA会長、1929年（昭和4年）には第5代京都商工会議所会頭に就任した。
1932年（昭和7年）京都府多額納税者として貴族院議員に互選され、同年9月29日から1942年（昭和17年）5月20日の死去まで2期在任した。在任中は研究会に所属した。墓所は若王子同志社墓地

## 親族
- 父：大澤善助（実業家）
- 長男：大澤善夫（映画プロデューサー、実業家）